# Lista de jogos eletrônicos da Paradox Interactive
Este anexo é uma lista de jogos desenvolvidos e/ou publicados pela Paradox Interactive, uma desenvolvedora de jogos da Suécia conhecida por publicar jogos eletrônicos de estratégia históricos. Ela publica os próprios jogos (desenvolvidos pela Paradox Development Studio) tanto em lojas físicas quanto por distribuição digital, como o GamersGate e, mais recentemente, o Paradox Webshop.
Os jogos desenvolvidos pela Paradox Development Studio focam no que chamam de "Grande Estratégia" (Grand Strategy), gênero de jogos que ocorrem em uma mapa-mundi com elementos de estratégia em tempo real, porém com a possibilidade de realizar seus comandos enquanto o jogo está parado. A maioria dos jogos desenvolvidos pela Paradox Development Studio focam em momentos históricos, apesar da Paradox Interactive também publicar jogos baseados em mundos fictícios.